# Коницка, Фридхельм
Фри́дхельм Кони́цка (нем. Friedhelm Konietzka; 2 августа 1938, Люнен, Германия — 12 марта 2012, Бруннен, Швейцария) — немецкий футболист и футбольный тренер. Выступал на позиции нападающего. Возглавляя в качестве тренера швейцарский клуб «Цюрих», трижды выигрывал чемпионат и кубок страны.
Во время игровой карьеры получил от одноклубников прозвище Тимо из-за внешнего сходства с советским маршалом С. К. Тимошенко.

## Клубная карьера
Коницка родился в Люнене (Вестфалия). С 14-ти лет он работал на угольной шахте, одновременно играя за местный клуб «08 Люнен». В 1958 году талантливого нападающего заметил главный тренер дортмундской «Боруссии» Макс Меркель, который организовал переход Фридхельма в свою команду. В новом клубе Коницка стал одним из лидеров атаки, составив эффективную связку с Йюргеном Шюцем. Всего за время выступления в региональной Оберлиге «Запад» нападающий забил 84 гола в 107 матчах. В 1963 году «Боруссия» стала чемпионом ФРГ, при этом Коницка забил 5 голов в 5 матчах чемпионата.
24 августа 1963 года Коницка стал автором первого гола «Боруссии» в Бундеслиге, забив мяч в ворота «Вердера». В сезоне 1964/65 он стал обладателем Кубка ФРГ, после чего перешёл в клуб «Мюнхен 1860». В первом же сезоне за новую команду Коницка выиграл Бундеслигу, забив 26 голов в 33 матчах (второй результат чемпионата после Лотара Эммериха). Однако в начале сезона 1966/67 игрок получил шестимесячную дисквалификацию за нападение на судью, что подорвало его карьеру в Германии. До завершения сезона Коницка ещё успел сыграть в 7 матчах чемпионата, после чего перешёл в швейцарский клуб «Винтертур», выступавший на тот момент во втором дивизионе.
Благодаря голам Коницки, «Винтертур» по итогам сезона 1967/68 сумел пробиться в высший дивизион и дойти до финала Кубка Швейцарии. В 1971 году Коницка перешёл в другой швейцарский клуб «Цюрих», где занял пост играющего тренера. По окончании сезона он стал обладателем кубка страны.
В 1973 году завершил игровую карьеру.

## Карьера в сборной
Несмотря на высокую результативность, Коницка редко вызывался в национальную сборную. В общей сложности он провёл за сборную ФРГ лишь 9 матчей, в том числе один в рамках отбора к чемпионату мира 1966 года.

### Матчи за сборную
| Матчи и голы Коницки за сборную ФРГ | Матчи и голы Коницки за сборную ФРГ | Матчи и голы Коницки за сборную ФРГ | Матчи и голы Коницки за сборную ФРГ | Матчи и голы Коницки за сборную ФРГ | Матчи и голы Коницки за сборную ФРГ |
| ----------------------------------- | ----------------------------------- | ----------------------------------- | ----------------------------------- | ----------------------------------- | ----------------------------------- |
| №                                   | Дата                                | Соперник                            | Счёт                                | Голы Коницки                        | Соревнование                        |
| 1                                   | 30 сентября 1962                    | Югославия                           | 3:2                                 | -                                   | Товарищеский матч                   |
| 2                                   | 24 октября 1962                     | Франция                             | 2:2                                 | 1                                   | Товарищеский матч                   |
| 3                                   | 5 мая 1963                          | Бразилия                            | 1:2                                 | -                                   | Товарищеский матч                   |
| 4                                   | 28 сентября 1963                    | Турция                              | 3:0                                 | -                                   | Товарищеский матч                   |
| 5                                   | 29 декабря 1963                     | Марокко                             | 4:1                                 | 2                                   | Товарищеский матч                   |
| 6                                   | 1 января 1964                       | Алжир                               | 0:2                                 | -                                   | Товарищеский матч                   |
| 7                                   | 7 июня 1964                         | Финляндия                           | 4:1                                 | -                                   | Товарищеский матч                   |
| 8                                   | 13 марта 1965                       | Италия                              | 1:1                                 | -                                   | Товарищеский матч                   |
| 9                                   | 24 апреля 1965                      | Кипр                                | 5:0                                 | -                                   | Отборочные матчи ЧМ-1966            |

Итого: 9 матчей / 3 гола; 5 побед, 2 ничьих, 2 поражения.

## Тренерская карьера
В качестве главного тренера Коницка возглавлял ряд швейцарских и немецких клубов. Наибольшего успеха он добился с «Цюрихом», трижды подряд выиграв чемпионат Швейцарии с 1974 по 1976 годы, а также дойдя до полуфинала Кубка европейских чемпионов в сезоне 1976/77, где «Цюрих» проиграл «Ливерпулю». Возглавляя «Янг Бойз», Коницка дважды подряд доходил до финала Кубка Швейцарии в 1979 и 1980 годах, а в 1982 году вновь стал чемпионом страны вместе с «Грассхоппером». В 1984 году он непродолжительное время тренировал дортмундскую «Боруссию».
В 1985 году Коницка официально сменил своё имя на Тимо, а 2 августа 1988 года получил швейцарское гражданство. После завершения карьеры он проживал в городке Бруннен возле Фирвальдштетского озера, где вместе со своей супругой Клаудией содержал гостевой дом «Оксен».

## Смерть
В последние годы жизни Коницка страдал от рака. В начале 2012 года он принял решение добровольно уйти из жизни при помощи эвтаназии.
Скончался 12 марта 2012 года.

## Достижения
- Чемпион ФРГ (2): 1963, 1965/66
- Обладатель Кубка ФРГ: 1964/65
- Чемпион Швейцарии (4): 1973/74, 1974/75, 1975/76, 1981/82
- Обладатель Кубка Швейцарии (3): 1971/72, 1972/73, 1975/76

## Статистика выступлений
| Клуб                | Сезон            | Лига | Лига | Кубки | Кубки | Еврокубки | Еврокубки | Итого | Итого |
| Клуб                | Сезон            | Игры | Голы | Игры  | Голы  | Игры      | Голы      | Игры  | Голы  |
| ------------------- | ---------------- | ---- | ---- | ----- | ----- | --------- | --------- | ----- | ----- |
| Боруссия (Дортмунд) | 1958/59          | 8    | 8    | 1     | 2     | 0         | 0         | 9     | 10    |
| Боруссия (Дортмунд) | 1959/60          | 29   | 25   | 3     | 8     | 0         | 0         | 32    | 33    |
| Боруссия (Дортмунд) | 1960/61          | 34   | 22   | 0     | 0     | 0         | 0         | 34    | 22    |
| Боруссия (Дортмунд) | 1961/62          | 16   | 13   | 0     | 0     | 0         | 0         | 16    | 13    |
| Боруссия (Дортмунд) | 1962/63          | 31   | 24   | 4     | 4     | 0         | 0         | 35    | 28    |
| Боруссия (Дортмунд) | 1963/64          | 25   | 20   | 1     | 0     | 8         | 4         | 34    | 24    |
| Боруссия (Дортмунд) | 1964/65          | 28   | 22   | 5     | 2     | 3         | 1         | 36    | 25    |
| Боруссия (Дортмунд) | Итого            | 171  | 134  | 14    | 16    | 11        | 5         | 196   | 155   |
| Мюнхен 1860         | 1965/66          | 33   | 26   | 1     | 0     | 8         | 7         | 42    | 33    |
| Мюнхен 1860         | 1966/67          | 14   | 4    | 1     | 0     | 2         | 4         | 17    | 8     |
| Мюнхен 1860         | 1967/68          | 0    | 0    | 0     | 0     | 1         | 0         | 1     | 0     |
| Мюнхен 1860         | Итого            | 47   | 30   | 2     | 0     | 11        | 11        | 60    | 41    |
| Винтертур           | 1967/68          | 26   | 34   | 6     | 6     | -         | -         | 32    | 40    |
| Винтертур           | 1968/69          | 24   | 10   | 2     | 0     | 0         | 0         | 26    | 10    |
| Винтертур           | 1969/70          | 26   | 14   | 4     | 3     | 0         | 0         | 30    | 17    |
| Винтертур           | 1970/71          | 26   | 14   | 3     | 1     | 6         | 3         | 35    | 18    |
| Винтертур           | Итого            | 102  | 72   | 15    | 10    | 6         | 3         | 123   | 85    |
| Цюрих               | 1971/72          | 25   | 6    | 5     | 1     | 5         | 2         | 35    | 9     |
| Цюрих               | 1972/73          | 9    | 0    | 0     | 0     | 7         | 0         | 16    | 0     |
| Цюрих               | Итого            | 34   | 6    | 5     | 1     | 12        | 2         | 51    | 9     |
| Всего за карьеру    | Всего за карьеру | 354  | 242  | 36    | 27    | 40        | 21        | 430   | 290   |